# Herritarron Garaia
Herritarron Garaia (basc per a: L'hora dels ciutadans) és una plataforma política d'àmbit navarrès.
Es va presentar a les eleccions al Parlament de Navarra de 2011 integrada en la coalició Bildu, al costat de Eusko Alkartasuna (EA), Alternatiba i independents de l'esquerra abertzale. L'origen de la plataforma estaria en les plataformes Hamaika Bil Gaitezen ('Ajuntem-nos molts'), creada el febrer de 2010 i entre els promotors es trobaven antics candidats d'Herri Batasuna, Euskal Herritarrok i Abertzale Sozialisten Batasuna, i Ezker Sobiranista Erakitzen ('Construint l'esquerra sobiranista'), promoguda per EA el novembre de 2009. Als informes policials que es van fer servir en l'intent d'impugnació de les candidatures de Bildu s'estimava que el pacte es va produir en realitat entre Batasuna i EA en aquesta comunitat foral; el que va ser desmentit pel Tribunal Constitucional en una sentència que establia una diferenciació entre la formació il·legalitzada en 2003 i l'esquerra abertzale, i en la qual s'afirmava que «l'esquerra abertzale com a expressió ideològica no ha estat proscrita del nostre ordenament ni podria arribar a estar-ho».